# Gresse
Gresse is een gemeente in de Duitse deelstaat Mecklenburg-Voor-Pommeren, en maakt deel uit van het Landkreis Ludwigslust-Parchim.

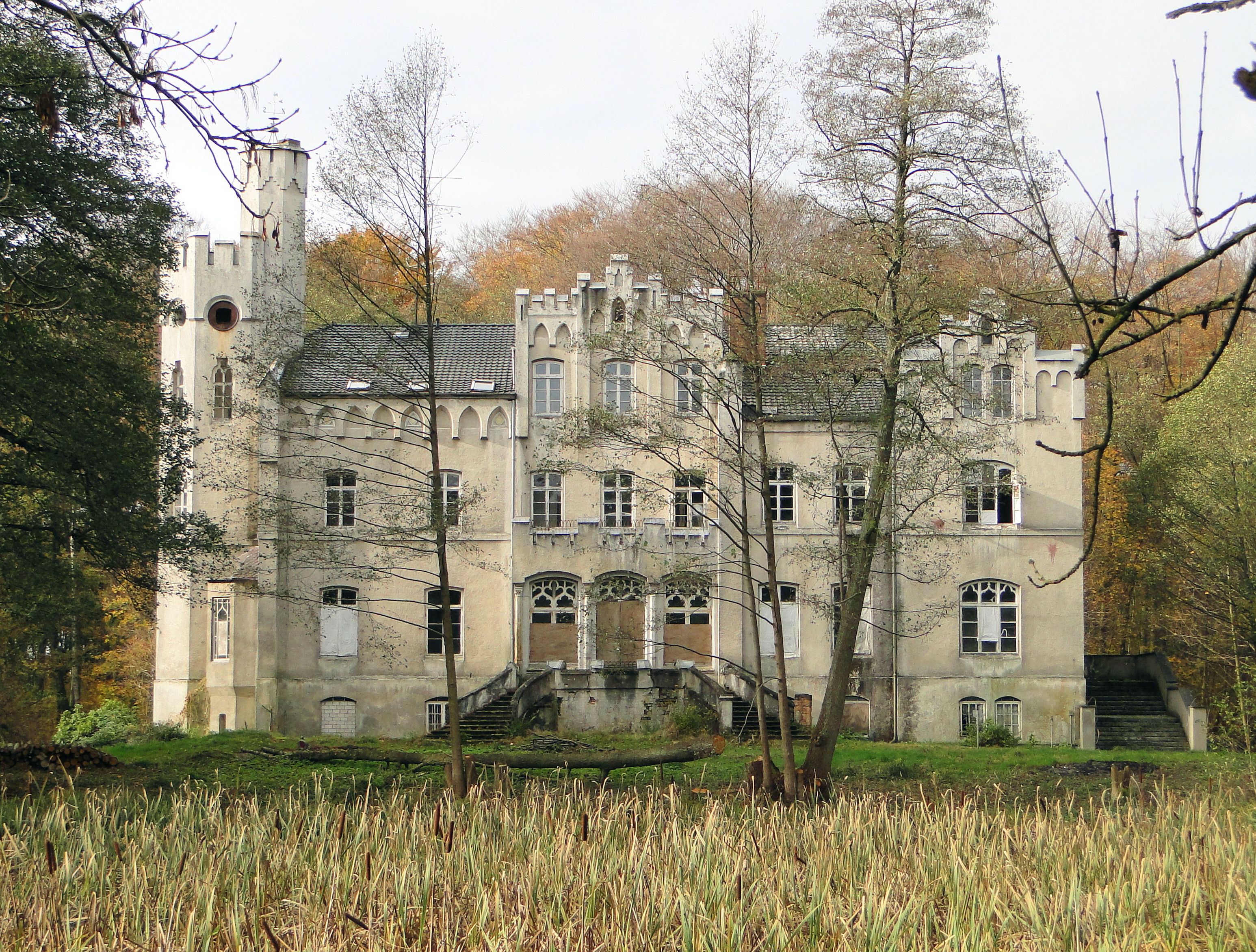
Herenhuis

Gresse telt 706 inwoners.